# Hot Wheels Unleashed
Hot Wheels Unleashed es un videojuego de carreras de 2021 desarrollado y publicado por Milestone basado en la línea de juguetes Hot Wheels de Mattel. El videojuego se lanzó el 30 de septiembre de 2021 para Xbox Series X/S, Xbox One, PlayStation 5, PlayStation 4, Nintendo Switch y Microsoft Windows.

## Jugabilidad
Hot Wheels Unleashed es un videojuego de carreras que se juega desde una perspectiva en tercera persona. En el juego, el jugador asume el control de los automóviles de la franquicia Hot Wheels y compite contra otros oponentes en pistas en miniatura ubicadas en varios lugares y entornos cotidianos, como el garaje, la cocina y el dormitorio. Los circuitos a su vez incluyen trampas y obstáculos por las que el jugador debe atravesar. A diferencia de otros juegos de la saga y del género, no se incluyen armas o mecánicas ofensivas para atacar a los contrincantes. Los vehículos que aparecen en el juego se pueden personalizar ampliamente. 66 autos diferentes estarían disponibles en el lanzamiento. El juego admite hasta 12 jugadores en una sesión en línea, aunque los jugadores también pueden competir con otro jugador en un modo multijugador local de pantalla dividida.

## Modos de juego

### Generales
- Hot Wheels City Rumble: Funciona como un modo “historia” donde se explora un mapa con red de pruebas y carreras que se van desbloqueando a medida que se completan. Dado que hay múltiples caminos para tomar, se pueden elegir diferentes rutas mientras se progresa.
- Track Builder: Permite al jugador crear sus propias pistas, ya sea en el sótano, el parque de skate, en el garaje, etcétera. A su vez, el jugador puede desbloquear nuevas piezas para su pista completando el modo City Rumble.[4]
- Sótano: Es un escenario único y personalizable para cada jugador, en el que se pueden personalizar las paredes, los muebles, etcétera, todos con su respectivo costo.
- Multijugador: Pudiéndose jugar con hasta 12 jugadores simultáneos.

### Modos rápidos
- Carrera rápida: El jugador puede seleccionar en que pista que haya desbloqueado quiera correr.
- Contrarreloj: Se le dará al jugador un tiempo determinado en el que debe completar el circuito, con un “objetivo” funcionando como el tiempo límite, y un “objetivo Unleashed”, un tiempo menor que otorga la máxima medalla.
- Pantalla Dividida: Donde se puede jugar en una pantalla local de a dos jugadores.

## Desarrollo
El juego fue desarrollado por el desarrollador italiano Milestone, la compañía detrás de los juegos de MotoGP y la serie Ride, y marca el primer videojuego de consola basado en la propiedad desde Hot Wheels: World's Best Driver. Milestone le presentó la idea a Mattel en 2018, a pesar de que no esperaban que aprobaran la oferta. Milestone deseaba crear un juego de este tipo después de darse cuenta de que, aunque se especializaban en simuladores de carreras, ese era un "nicho del nicho" y el género de carreras en sí estaba bastante lleno de diseñadores de juegos principales. Federico Cardini le dijo a Polygon: "¿Podríamos hacer un juego para el nivel de, no sé, Gran Turismo? Técnicamente hablando, sí. ¿Deberíamos enfrentarnos cara a cara con Gran Turismo? Eso no suena como una gran idea." El juego utiliza un sistema de física similar al de los otros juegos de Milestone, muy modificado para que los autos puedan realizar acrobacias por las que la se conoce a la serie. El equipo quería basar el juego en la física porque sentía que muchos otros corredores de Arcade se sentían "guionizados" con los autos que no reaccionaban a la acción del jugador.
Según Cardini, el diseñador principal del juego Hot Wheels Unleashed, el equipo de desarrollo deseaba replicar con precisión los vehículos Hot Wheels en una "escala 1:1" en el juego. Usando este método, el equipo agregó muchos detalles sutiles a los autos y mapas. Cardini describió el garaje del juego como la "inspiración de todo el juego", destacando sus muchas características.

## Comercialización y lanzamiento
El juego se anunció oficialmente el 25 de febrero de 2021. El juego se lanzó el 30 de septiembre de 2021 para Windows, Nintendo Switch, PlayStation 4, PlayStation 5, Xbox One y Xbox Series X y Series S. Milestone también tiene planes para apoyar ampliamente el juego con contenido descargable luego del lanzamiento.

## Secuela
Una secuela, llamada Hot Wheels Unleashed 2: Turbocharged, fue lanzada para Microsoft Windows, Nintendo Switch, PlayStation 4, PlayStation 5, Xbox One y Xbox Series X y Series S el 19 de octubre de 2023.

## Recepción
Según el sistema de reseñas de Metacritic, las versiones para PC y PlayStation 5 recibieron críticas "generalmente favorables", mientras que las versiones de Nintendo Switch, PlayStation 4 y Xbox Series X recibieron críticas "mixtas o promedio".   

### Premios y reconocimientos
Hot Wheels Unleashed fue nominado a Mejor juego de deportes/carreras en The Game Awards 2021.

### Ventas
Hot Wheels Unleashed fue el cuarto título más vendido en Reino Unido detrás de FIFA 22, Mario Kart 8 Deluxe y Sonic Colors: Ultimate. El 20 de diciembre de 2021, Milestone anunció que el juego vendió 1 millón de copias, convirtiéndose en el título de venta más rápida de la historia del editor.